# Nacim Abdelali
Nacim Mustapha Abdelali (Aix-en-Provence, 19 december 1981) is een Frans voetballer. Hij begon in 2001 bij Chamois Niortais FC en bleef daar tot 2004. Hij heeft bij Chamois Niortais negen wedstrijden gespeeld en nul goals gemaakt. In 2005 ging Abdelali naar Gap FC, waar hij tot 2008 bleef. Hij deed daar mee aan 70 wedstrijden en maakte 4 goals. In 2008 vertrok Abdelali naar USM Blida. Hij deed daar mee aan maar een wedstrijd en maakte daar geen goals. Abdelali bleef daar tot 2009. Hij vertrok tin 2010 naar de club Nyíregyháza Spartacus. Daar maakte hij tot zijn vertrek in 2011 een goal in 39 wedstrijden. Nu speelt hij bij Yverdon-Sport FC, waar hij sinds 2011 voetbalt.